# Commission électorale nationale indépendante (Burundi)
Pour les articles homonymes, voir Commission électorale nationale indépendante.
La Commission électorale nationale indépendante est un organisme de l'État burundais chargé d'organiser et de veiller au bon déroulement des élections au Burundi. Ses missions sont définies par l’article 91 de la Constitution du Burundi et l’article 4 du décret n°100/22/ du 20 février 2009.